# (221516) Bergen-Enkheim
(221516) Bergen-Enkheim ist ein Asteroid des inneren Hauptgürtels, der am 13. August 2006 von dem Kieferorthopäden und Hobbyastronomen Uwe Süßenberger an dessen privatem Observatorium in seinem Garten in Bergen-Enkheim im nordöstlichen Frankfurt am Main entdeckt wurde und dem er den Namen seines Heimatstadtteils gab.